# Andy Goldsworthy
Andy Goldsworthy (ur. 26 lipca 1956 w Cheshire) – brytyjski rzeźbiarz, fotografik i artysta mieszkający w Szkocji, który tworzy rzeźby i instalacje w przyrodzie. Zaliczany jest do nowej generacji artystów sztuki ziemi. Wykorzystując naturalne i znalezione przedmioty, tworzy zarówno stałe jak i tymczasowe rzeźby i instalacje, które mają na celu badanie relacji ze środowiskiem, podobnie jak, już o dekadę wcześniej, zbliżonymi koncepcjami sztuki ziemi zajmowali się Brytyjczyk Richard Long i polski artysta konceptualny Jacek Tylicki. Swoje prace Andy Goldsworthy najczęściej utrwala i wystawia przy pomocy dokumentacji fotograficznej.

## Życiorys
Andy Goldsworthy urodził się 26 lipca 1956 w Cheshire i dorastał w Harrogate, Leeds, na farmie przy lesie. W wieku 13 lat pracował w gospodarstwach rolniczych jako robotnik rolny. Już wtedy zaczynał łączyć rutynowe prace w gospodarstwie z próbami tworzenia rzeźb: „Wiele z moich prac jest jak zbieranie ziemniaków, musisz tylko wpaść w ten rytm”. Studiował w Bradford College of Art (1974–1975) i na Politechnice Preston (1975–1978) (obecnie University of Central Lancashire). Po opuszczeniu uczelni, Goldsworthy mieszkał w Yorkshire, Lancashire i w Cumbria. W 1985 roku przeniósł się do Szkocji. Obecnie jest profesorem na Cornell University w USA. W 2001 roku reżyser Thomas Riedelsheimer nakręcił o nim dokumentalny film fabularny Rivers and Tides (Rzeki i przypływy).

## Działalność artystyczna
Materiały wykorzystywane przez Andy'ego Goldsworthy przy tworzeniu sztuki często zawierają jaskrawo kolorowe kwiaty, sople lodu, liście, błoto, śnieg, kamienie, gałęzie i ciernie. Cytuje się jego powiedzenie: „Myślę, że potrzeba dużo odwagi aby tworzyć sztukę z kwiatów i liści”. Goldsworthy jest powszechnie uważany za założyciela nowoczesnego balansowania kamieni (rock balancing). Swoje ulotne dzieła Goldsworthy tworzy gołymi rękami, czasem zębami, i znalezionymi narzędziami. Do niektórych stałych rzeźb jak: „Dach”, „Kamienna rzeka”, „Ścieżka w świetle księżyca” i „Kamienie wapienne” również używał maszyn.